# 紅背安緣蝽
紅背安緣蝽（学名：Anoplocnemis phasianus）为緣蝽科安緣椿屬下的一个种。